# Lethotremus awae
Lethotremus awae är en fiskart som beskrevs av Jordan och John Otterbein Snyder 1902. Lethotremus awae ingår i släktet Lethotremus och familjen sjuryggsfiskar. Inga underarter finns listade i Catalogue of Life.